# Hypatopa segnella
Hypatopa segnella — вид лускокрилих комах родини бластобазид (Blastobasidae).

## Поширення
Вид поширений у Північній, Центральній та Східній Європі.

## Опис
Розмах крил становить 13-17 мм.

## Спосіб життя
Метелики літають у червні-серпні.